# Pádraic Ó Conaire
Pádraic Ó Conaire (Galway, 28 febbraio 1882 – Dublino, 6 ottobre 1928) è stato uno scrittore irlandese di lingua gaelica.
In inglese si chiamava P.J. (Paddy) Conroy. Oggi lo si chiama anche Sean-Phádraic, cioè Pádraic senior, per distinguerlo da un altro scrittore gaelico suo omonimo ma nato qualche anno più tardi e perciò chiamato Pádraic Óg, cioè Pádraic junior.

## La famiglia
All'inizio i genitori di Pádraic erano piuttosto agiati.  La madre, Cáit, apparteneva alla famiglia Mac Donnchadha che annoverava il ricco commerciante Máirtín Mór.  Il padre di Pádraic, Tomás, era originario di Ros Muc (paese a una cinquantina di chilometri a ovest di Galway, in piena zona gaelica nel Conamara) e apparteneva ad una famiglia benestante: un fratello commerciante a Ros Muc, uno avvocato, uno medico ad An Spidéal, uno sacerdote.
Tomás Ó Conaire possedeva in città due pub, e appunto in uno di questi pub nacque Pádraic nel 1882; egli ebbe poi due fratelli: Mícheál nato nel 1885 ed Isaac nato due anni dopo.
L'agiatezza non durò a lungo, perché il padre era negato agli affari e trovandosi a malpartito si imbarcò per Boston nel 1888, riservandosi di chiamare in America la famiglia quando si fosse sistemato; ma poco dopo giunse la notizia della sua morte (anche se qualcuno ha il dubbio che fosse una notizia ingannevole e che in realtà egli avesse deciso di sparire).  Nel 1893, poi, morì anche la madre.

## La vita
Nei primi anni a Galway i piccoli Ó Conaire frequentarono la scuola del Convento della Presentazione, poi Pádraic entrò nella Scuola San Giuseppe, pure tenuta da religiosi.  La morte del padre e poi quella della madre lo colpirono tragicamente quando aveva sei e undici anni. Gli orfani furono accolti a Gairfineach (Garafin) presso Ros Muc, nella casa dello zio Patrick Dominic Conroy, agiato commerciante il cui negozio riforniva tutta la regione circostante; questo gesto dello zio - che già aveva figli suoi - fu generoso, ma i rapporti fra sua moglie e Pádraic non riuscirono ad essere molto buoni.
Trasferito presso Ros Muc, Pádraic si tuffò nella lingua gaelica che da allora gli fu naturale.  In casa dallo zio benestante si parlava inglese, ma il popolo della zona era interamente gaelico e il ragazzo parlava continuamente questa lingua con gli avventori del negozio e nelle sue commissioni in giro per i dintorni.  Inoltre alla scuola nazionale incontrò chi gli coltivò la passione per questa lingua, proprio negli anni in cui si risvegliava in Irlanda l'interesse per il gaelico.
Più tardi il ragazzo fu mandato a studiare a Tipperary (Tiobraid Árann) al Rockwell College, che però lasciò; indi al Blackrock College a Dublino, dove ebbe come compagni Éamon de Valera (futuro capo politico nazionale) e T.F. Ó Rathaille (futuro professore universitario di gaelico);  come insegnante per il gaelico ebbe il poeta Tadhg Ó Donnchadha, noto col nome d'arte Tórna.
Nel 1899 Pádraic, non ancora diciottenne, passò a Londra a lavorare come pubblico impiegato nel dipartimento dell'istruzione a Whitehall, impiego modesto ma che gli dava un'entrata regolare e abbastanza tempo libero.
Durante le vacanze estive del 1903 conobbe in Irlanda Molly Mac Manus, che sposò e dalla quale ebbe quattro figli: Eibhlín nel 1904, Pádraic Fionn nel 1906, Caitlín nel 1908 e Máire nel 1910.
A Londra si sviluppò l'interesse di Ó Conaire per i maggiori scrittori moderni europei, tanto di lingua inglese quanto - in traduzione - russi, francesi e nordici (e sulla letteratura moderna europea scriverà diversi articoli e saggi in gaelico).
Ben presto cominciò a praticare la letteratura in proprio, scrivendo sistematicamente in gaelico.  Nel 1904 uno dei suoi primi racconti fu premiato in Irlanda nel festival annuale della Lega Gaelica, e da allora egli intensificò l'attività letteraria:  si calcola che durante il periodo londinese, molto produttivo, egli abbia scritto una ventina di saggi o articoli, quattro drammi, una cinquantina di racconti, oltre al romanzo Deoraíocht (Esilio).
A Londra - dove frequentava con più piacere gli ambienti poveri che quelli agiati - fu colpito dall'enorme contrasto fra ricchezza e miseria, e aderì alle idee del socialismo;  intorno a questo ideale, non disgiunto da quello della libertà, scriverà parecchi articoli e saggi, e al suo ritorno in Irlanda avrà a che fare con la fondazione dei sindacati e col Partito dei lavoratori.
Intanto partecipava assiduamente alle attività londinesi della Lega Gaelica come insegnante, esaminatore, conferenziere e perfino come attore.  Nel 1911 portò un gruppo di attori a Dublino a rappresentare il proprio dramma Na Gaiscígh (I prodi).
Nel mondo dell'emigrazione irlandese a Londra conobbe personaggi di ogni tipo, sia illustri che incolti, e fra loro alcuni poeti vagabondi.  A Londra strinse anche una duratura amicizia con Michael Collins, che diventerà uno dei capi della guerriglia antibritannica e poi ministro nel neonato Stato Libero d'Irlanda ma sarà ucciso dagli estremisti durante la guerra civile nel 1922.
Nel 1914, allo scoppio della Grande Guerra,  Pádraic Ó Conaire abbandonò il mondo britannico e tornò in Irlanda, lasciando dietro di sé moglie e figli.  In Irlanda lo attendeva una vita ben più dura, senza un impiego vero e proprio e sotto la cappa di uno spirito censorio che scoraggiava opere letterarie impegnative.  Inoltre fu talvolta imprigionato come sospetto sotto il dominio britannico, tanto più che a volte non voleva spiegarsi in inglese coi poliziotti.
L'Irlanda, allora soggetta al Regno Unito britannico, stava vivendo vicende storiche molto agitate.  Nei giorni di Pasqua del 1916 ci fu a Dublino un frammentario e disorganizzato tentativo d'insurrezione, fallito in pochi giorni e guardato da molti (anche da Ó Conaire) con qualche perplessità;  ma quando poi le autorità britanniche si misero a fucilare gli insorti catturati, si scavò un abisso fra l'opinione pubblica irlandese e la dominazione britannica, ed anche Ó Conaire ne fu scosso, scrivendo fra l'altro Seacht mBua an Éirí Amach (Sette successi dell'Insurrezione). La successiva guerriglia antibritannica si concluse col trattato anglo-irlandese del 1921, che consentiva la nascita di uno Stato Libero e dava all'Irlanda l'indipendenza benché ancora limitata e parziale.  Sull'accettazione di quel trattato sorsero gravi divergenze fra i repubblicani più possibilisti (fra i quali Michael Collins) e quelli più intransigenti  (fra i quali De Valera),  fino a giungere alla guerra civile del 1922-23;  Ó Conaire propendeva per i possibilisti, ma soprattutto auspicava una pacificazione fra le due parti, non sopportando - lui pacifista dichiarato - di vedere gli irlandesi uccidersi tra loro.
Anche dopo il ritorno di una relativa calma politica, la sua vita in Irlanda fu quanto mai stentata.  Sempre in gaelico, scriveva continuamente articoli e racconti, cosicché lo si considera il primo e solo scrittore gaelico moderno che tentasse di guadagnarsi da vivere con questa attività; da essa, e da qualche incarico della Lega Gaelica,  traeva un sostentamento molto limitato.  Viveva principalmente a Galway, ma girava per l'Irlanda a piedi o con un asinello, avvolto in una sua palandrana e con un cappelluccio tirato all'indietro;  a volte dormiva all'aperto;  era diventato una figura strana, non esente da eccessi nel bere (interpretati a volte come una sorta di autodistruzione), ed era considerato in modo vario: da alcuni come un caro e geniale amico, da altri come una specie di macchietta spesso un po' bevuta (tanto che fu respinto brutalmente dall'inaugurazione del teatro gaelico di Galway il 27 agosto 1928).
Il 6 ottobre 1928, in séguito ad un malore, morì quasi improvvisamente nella corsia dei poveri a Dublino, dove casualmente si trovava.  Aveva soltanto 46 anni.  Il certificato di morte parla di setticemia generale (oggi la si curerebbe prontamente con un antibiotico) con collasso cardiaco.
Due giorni dopo fu sepolto nel Cimitero nuovo di Galway.
Per i posteri la sua figura è stata effigiata in due sculture di Albert Power:  un busto pensoso nella Galleria Nazionale di Dublino, e una cordiale figuretta intera che fu inaugurata nel 1935 nella piazza principale di Galway alla presenza di De Valera e di una grande folla.

## Posizione nel movimento per la lingua
Ai tempi di O Conaire il movimento per la rinascita della lingua nazionale era in una fase iniziale di grande entusiasmo, anche perché infiammato dalle passioni nazionali in tempi di lotta per l'indipendenza;  ma i fautori del gaelico si trovavano di fronte a gravi problemi, perché la lingua era sopravvissuta solo nel parlato di piccole zone misere e remote, mentre la sua tradizione letteraria si era spezzata da lungo tempo.  In questa situazione i nuovi scritti gaelici erano modesti per quantità e qualità, ed erano anche impacciati da scopi pratici: fornire materiale di lettura ai neofiti della lingua e trattare argomenti cari al sentimento patriottico, cioè legati alle tradizioni irlandesi, folcloristiche o storiche.  Ma alcuni cultori della rinascita linguistica cominciarono a rivendicare per il gaelico la libertà dei temi e lo scopo artistico come in ogni altra letteratura.  Uno studio critico di autore statunitense sui dibattiti sorti in quell'epoca nel movimento gaelico ha individuato principalmente tre fautori di questa tendenza più moderna: Pádraig Mac Piarais (Patrick Pearse) e Tomás Mac Donncha (Thomas MacDonagh), ben dotati di basi teoriche ma meno padroni della lingua e presto spariti perché fucilati dopo l'insurrezione di Pasqua del 1916, e Pádraic Ó Conaire, che aveva il pregio di padroneggiare il gaelico come sua lingua naturale
L'applicazione pratica di questi criteri innovativi - cioè l'uso del gaelico per opere sulla vita contemporanea o per libere creazioni della fantasia - non mancò di suscitare qualche ostilità nei sostenitori delle opposte correnti, più legati alle tradizioni.
E a volte l'ostilità assunse la forma di censure moralistiche per il fatto che gli scritti di Ó Conaire, nel trattare casi della vita, accennavano a persone peccaminose o ad impulsi amorosi femminili:  il tutto in forma più che decente secondo i nostri canoni, ma poco accettabile nell'ambiente ristretto e censorio dell'Irlanda di allora (era l'epoca in cui a Dublino scoppiavano i famigerati tumulti moralistici del 1907 contro la commedia  The Playboy of the Western World di Synge).
In particolare un duro attacco contro le opere di Ó Conaire partì dal canonico Peter O' Leary (Peadar Ó Laoghaire) il cui libro Séadna era stato usato come testo di gaelico per l'esame di ammissione all'Università Nazionale d'Irlanda negli anni 1913-1916 ma fu sostituito coi primi capitoli del romanzo Esilio nei programmi del 1917.  Con una lettera del 26 aprile 1917 al Cancelliere dell'Università Nazionale il canonico O' Leary chiese di sottoporre al Senato Accademico l'accusa di sconcezza per il romanzo di Ó Conaire e per alcuni racconti del medesimo autore, pure usati ai fini universitari, e affermò che gli studenti cattolici sarebbero stati costretti a iscriversi nell'altra Università (Trinity College, allora cittadella del protestantesimo) e nelle scuole propedeutiche protestanti per non dover affrontare simili indecenze. Douglas Hyde, professore di gaelico nell'Università Nazionale e sommo fautore della cultura gaelica (che per questi meriti culturali diventerà nel 1938 il primo Presidente d'Irlanda), scrisse una lunga e abilissima lettera in difesa del libro, ma invano: Esilio - così come i racconti dello stesso autore - venne escluso come testo per gli studenti.
Anche dopo di allora il rigore censorio continuò a imperversare in Irlanda per lungo tempo, tanto che da ultimo O Conaire sarà costretto a scrivere soprattutto racconti per ragazzi, data l'atmosfera di sospetto che - in generale ma ancor più nel ristretto mondo dei cultori del gaelico - circondava ogni tentativo di scrittura indipendente.

## Le opere
Ní Chionnaith (in Denvir 1983: 65-83) ha elencato le opere di Ó Conaire a lei note:  6 drammi, 24 libri (spesso raccolte di racconti), 473 racconti pubblicati singolarmente su giornali o riviste, 237 saggi o articoli sugli argomenti più svariati.
Oggi, a parte l'interesse storico o biografico per le prese di posizione di Ó Conaire in campo sociale o altro, le sue opere rimaste vive sono quelle letterarie, soprattutto i principali racconti e il romanzo Esilio, che vengono man mano ripubblicati anche con l'adeguamento alle riforme ortografiche introdotte nel gaelico dopo la seconda Guerra mondiale.

### I racconti
Per un ampio commento si veda Criostóir Mac Aonghusa (aprile 1982).
Chi non conosce il gaelico può farsi un'idea dei principali racconti di questo autore attraverso qualche traduzione in inglese. In particolare - fra l'altro - sedici traduzioni sono raccolte in The Finest Stories of Padraic O Conaire, Poolbeg Press Ltd, Dublino, edizione 1986:  queste traduzioni vanno da un racconto leggero e scherzoso (My Little Black Ass) a parecchi racconti drammatici (fra i quali anche quelli a suo tempo accusati di indecenza: Nora Daughter of Marcus Beag e Tetrarch of Galilee).

### Il romanzoEsilio
Questo romanzo uscì nel 1910.
Per un suo ampio riassunto e commento in inglese si può consultare Jordan (1977: 13-24). Quanto alle traduzioni integrali, si veda quanto scritto su Feasta del luglio 1996, p.18:  "La traduzione inglese di Gearailt Mac Eoin da Deoraíocht di Pádraic Ó Conaire (Exile, 9CIC Teo. 1994, ISBN 1-874700-62-1) è richiesta regolarmente da università di tutto il mondo; si attende la traduzione francese per la fine dell'anno". Le pubblicazioni in inglese si susseguono, e così da ultimo nel novembre 2008: Exile, Peter Owen, Londra.
Un approfondito studio critico di Declan Kiberd (in Denvir 1983: 45-57) rileva che – se i racconti brevi di O Conaire descrivevano uomini o donne dalla personalità precisa in mezzo a situazioni drammatiche, dunque con impostazioni vigorose ma ancora sulla scia dei narratori europei dell'Ottocento – il romanzo Esilio presenta una novità assai maggiore. Infatti il libro comincia dopo un incidente che ha devastato il protagonista non soltanto nel corpo ma nella stessa personalità, e questa personalità frantumata viene scoperta man mano dal protagonista medesimo. Perciò il critico osserva: "A mio parere Ó Conaire riuscì per la prima volta ad andare più in là e a fare della letteratura moderna nel romanzo Esilio, nel quale trattò il problema dell'autocoscienza e della perdita stessa della personalità"; quindi, pur addebitandogli un finale romanzesco e qualche caduta nel melodrammatico, conclude che "bisogna annoverare Esilio come parte della complessa letteratura del nostro secolo" (il Novecento).
In quest'opera l'esilio è qualcosa di più drammatico del già duro destino di emigrazione che colpì grandi masse di irlandesi per generazioni. Qui il protagonista – ed io narrante – vive un esilio assoluto, avendo subìto nell'incidente a Londra un complesso di mutilazioni e sfregi che lo hanno tagliato fuori da tutta la sua vita precedente, dai suoi progetti di nozze e famiglia per l'avvenire, e dalla stessa possibilità di contatti umani nel presente se non con meschini parassiti o con personaggi strani e grotteschi (l'odiato Ometto Giallo e la mite e sventurata Donna Cannone nell'ambiente dei baracconi in cui il protagonista si riduce a fare il fenomeno vivente; la Gran Rossa ed altri esemplari del complesso sottobosco di Londra). Ormai la sua personalità è un insieme di squilibri e contraddizioni, che vanno da irraggiungibili sogni celestiali a scatti di rancore e di odio, da pensieri poetici a soprassalti di insensato orgoglio o di spirito beffardo e sprezzante nei momenti più inopportuni.
Intorno, poi, c'è il mondo dell'emigrazione irlandese a Londra, tanto in alcuni aspetti apprezzabili di attaccamento ai vecchi valori quanto negli aspetti più degradati delle seconde generazioni che non hanno più alcun valore a cui attaccarsi.  Inoltre c'è una veduta generale su Londra come città tentacolare, potente nell'attrazione ma anche terribile;  c'è una vivace pennellata socialista nell'odio delle operaie per il malsano opificio chimico che le avvelena e che va in fiamme; e c'è lo spettacolo di miseria dei poveracci che dormono all'aperto, fra i quali va a finire lo stesso protagonista.
Nel 2019 è stata pubblicata la prima traduzione in italiano di questo romanzo, ad opera di Enrico Brugnatelli.